# Domenico Orseolo
Domenico Orseolo (... – dopo il 1036) fu doge della Repubblica di Venezia.
Appartenente alla famiglia patrizia degli Orseoli, parente del deposto doge Ottone Orseolo e di Orso, patriarca di Grado e reggente ducale, fu da questi scelto nel 1031 per essere incoronato doge di Venezia, ma venne costretto all'esilio dopo nemmeno un giorno di governo.

## Biografia
La natura del legame di parentela che legava Domenico al ramo ducale della famiglia è incerta. Di certo è che a un certo punto della sua vita, nel 1026, la famiglia Orseolo, divenuta troppo potente e attiratasi l'ostilità un gran numero di nemici, venne spodestata in una rivolta che portò al potere Pietro Centranico, nuovo doge. Tra i parenti di Domenico, l'ex-doge Ottone venne esiliato a Costantinopoli, mentre il patriarca Orso e Vitale, vescovo di Torcello, vennero deposti. 
Nel 1030, però, con un colpo di mano Orso riuscì a riprendere il potere, reinsediandosi come patriarca e assumendo la reggenza del ducato, nell'attesa del ritorno di Ottone dall'esilio.
La notizia della morte di Ottone a Costantinopoli, però, costrinse il patriarca-reggente a cercare un altro membro della famiglia che potesse essere incoronato doge. La scelta cadde su Domenico Orseolo, che nel 1031-1032, forte dell'approvazione religiosa del patriarca, si presentò di fronte all'assemblea popolare, la Concio per ricevere la tradizionale approvazione. 
L'assemblea, però, anziché ratificare la sua incoronazione, elesse doge Domenico Flabanico, l'esiliato capo della fazione avversa agli Orseoli, votando al contempo quella che è considerata la prima legge costituzionale della Repubblica di Venezia. 
Con essa gli Orseoli venivano in perpetuo esclusi dal potere politico e si proibiva ai futuri dogi la pratica di associare al trono il proprio successore designato, riconfermando quindi la natura elettiva del potere ducale e affiancando al Doge stesso due consiglieri eletti dall'assemblea, col compito di sorvegliarne l'operato.
Di fronte alla disfatta Domenico fu costretto alla fuga; risulta che fosse a Ravenna nel 1036.
Un figlio di Domenico, Pietro, è citato come coinvolto in una serie di disordini scoppiati a Chioggia Maggiore e Chioggia Minore nel 1049, sedati dall'intervento del doge Domenico Contarini.